# کالیستاتین آ
کالیستاتین آ (به انگلیسی: Callystatin A) با فرمول شیمیایی C29H44O4 یک ترکیب شیمیایی با شناسه پاب‌کم 5471086 است. که جرم مولی آن ۴۵۶٫۶۵۷۳ گرم بر مول می‌باشد. 